# Kevin Mier
Kevin Mier, né le 18 mai 2000 à Barrancabermeja en Colombie, est un footballeur colombien qui évolue au poste de gardien de but à Cruz Azul.

## Biographie

### En club
Né à Barrancabermeja en Colombie, Kevin Mier est formé à l'Atlético Nacional. Il évolue avec l'équipe des moins de 20 ans du club depuis 2016 avant d'être prêté en juillet 2019 à l'Independiente Santa Fe.
De retour à l'Atlético Nacional, Mier joue son premier match avec l'équipe première du club le 25 février 2021, lors d'une rencontre de championnat contre l'Atlético Bucaramanga. Il est titularisé lors de cette rencontre perdue par son équipe par trois buts à deux. Un an plus tard, le 25 février 2022, il joue son premier match de Copa Libertadores, contre le Club Olimpia. Il est titularisé et son équipe est battue par trois buts à un.
Mier s'impose comme le gardien titulaire de l'équipe première, étant l'un des principaux artisans du titre de champion de Colombie en 2022, se révélant comme l'un des meilleurs gardiens du championnat, étant notamment l'un des plus efficaces cette saison-là.
Le 12 janvier 2024, Kevin Mier prend la direction du Mexique afin de s'engager en faveur de Cruz Azul.

### En sélection
Kevin Mier représente l'équipe de Colombie des moins de 17 ans, avec laquelle il participe au Championnat de la CONMEBOL des moins de 17 ans en 2017. Il est le gardien titulaire lors de ce tournoi et participe à la totalité des matchs de son équipe. Quelques mois plus tard il dispute avec cette sélection la Coupe du monde de cette catégorie en 2017. De nouveau titulaire, il joue les quatre matchs de son équipe, qui est éliminée en huitièmes de finale face à l'Allemagne (0-4 score final).
Avec les moins de 20 ans il participe au Championnat de la CONMEBOL des moins de 20 ans en 2019. Il est titularisé à chacun des neufs matchs de son équipe. Quelques mois plus tard il est reconduit pour garder les buts de cette sélection lors de la Coupe du monde des moins de 20 ans en 2019. Lors de cette compétition organisée en Pologne il est également titulaire et joue les cinq matchs de son équipe, qui est battue en quarts de finale par l'Ukraine (0-1 score final).

## Palmarès
| Atlético Nacional (4) |
| --- |
| - Championnat de Colombie (1) - Champion en 2022 - Coupe de Colombie (2) - Vainqueur en 2021 et 2023 - Superliga Colombiana (1) - Vainqueur en 2023 |